# Loch of Spiggie
Loch of Spiggie är en sjö i Storbritannien.   Den ligger i kommunen Shetlandsöarna och riksdelen Skottland, i den norra delen av landet, 900 km norr om huvudstaden London. Loch of Spiggie ligger 1 meter över havet. Arean är 0,78 kvadratkilometer. Den ligger på ön Mainland.  Den sträcker sig 1,9 kilometer i nord-sydlig riktning, och 0,8 kilometer i öst-västlig riktning.